# Монкевиц, Николай Августович
Николай Августович Монкевиц (полное имя — Николай-Александр-Бурхард Августович Монкевиц) (22 ноября 1869 — ноябрь 1926?) — русский генерал, глава русской военной разведки.

## Биография
Отец – Август Готфридович (1836—?) — был дворянином из мещан Курляндской губернии, лекарь, статский советник. Мать – первая жена Августа – Мария урожденная Граве. Николай родился в Торжке, Тверской губернии. 
Окончил Второй кадетский корпус, затем Павловское военное училище (1889) и Академию Генерального штаба (1895).
Выпущен из ПВУ в 145-й пехотный Новочеркасский Императора Александра III полк (1889).
В 1895—1897 годах — офицер лейб-гвардии Литовского полка. В 1897—1899 годах — помощник старшего адъютанта Варшавского военного округа. С 1901 года — старший адъютант штаба Варшавского военного округа
После начала русско-японской войны в 1904 г. назначен начальником штаба 1-го округа Отдельного корпуса пограничной стражи, затем — правитель канцелярии Управления начальника военных сообщений 3-й Маньчжурской армии.
В 1906—1908 годах — делопроизводитель части 2-го обер-квартирмейстера Управления генерал-квартирмейстера Главного управления Генерального Штаба (ГУГШ).
В 1908—1910 годах — делопроизводитель 5-го (разведывательного) делопроизводства части 1-го обер-квартирмейстера ГУГШ.
В 1910—1914 годах — помощник 1-го обер-квартирмейстера ГУГШ (1910—1914), одновременно  заведующий военно-статистическим делопроизводством части 1-го обер-квартирмейстера и Особым делопроизводством ГУГШ (разведка и контрразведка).
В июне-июле 1914 года — 1-й обер-квартирмейстер ГУГШ и исполняющий должность генерал-квартирмейстера ГУГШ.
С 20 ноября 1914 по 5 июня 1916 года в чине генерал-майора занимал пост начальника штаба 30-го армейского корпуса. Награждён Георгиевским оружием 25 апреля 1916 года.
С 5 июня 1916 года в чине генерал-лейтенанта командовал 71-й пехотной дивизией.
С июля 1916 по 25 октября 1916 года — начальник штаба 47-го армейского корпуса.
С 12 мая 1917 года — начальник штаба 4-й армии. В связи с отказом от предложения Совета солдатских депутатов возглавить 4-ю армию отстранён от должности.
С 25 октября 1917 по 1 декабря 1917 года вновь командовал 71-й пехотной дивизией.
В декабре 1917 —  июне 1918 года находился в распоряжении командующего Румынским фронтом.
В июне 1918 года эмигрировал во Францию. С марта по декабрь 1919 года — начальник Русской миссии Вооружённых сил Юга России в Берлине.
С 1921 года — член РОВС. С 1925 года — в распоряжении руководителя РОВС генерала Кутепова в Париже. Осуществлял связь с созданной ОГПУ подставной подпольной организацией «Трест» в СССР. Летом 1926 года уволен из РОВС.
В ноябре 1926 года Монкевиц исчез из Парижа, оставив детям записку, что кончает жизнь самоубийством, запутавшись в денежных делах, а чтобы не обременять семью расходами на похороны, делает это так, что труп его не найдут. Тело Монкевица не было найдено, и многие эмигранты подозревали, что он был агентом ОГПУ и, симулировав самоубийство, бежал в СССР. Однако никто не смог это ни доказать, ни опровергнуть.

## Адреса в Санкт-Петербурге
- Первомайская ул., д. 13 — деревянная дача, ныне памятник архитектуры[2]

## Сочинения
- La décomposition de l’armée russe: mémoires d’un général russe. Nicolas de Monkevitz. Paris. Payot. 1919. 225 p. — Описывается ситуация на Румынском фронте в 1917 году.